# Porter Sheldon

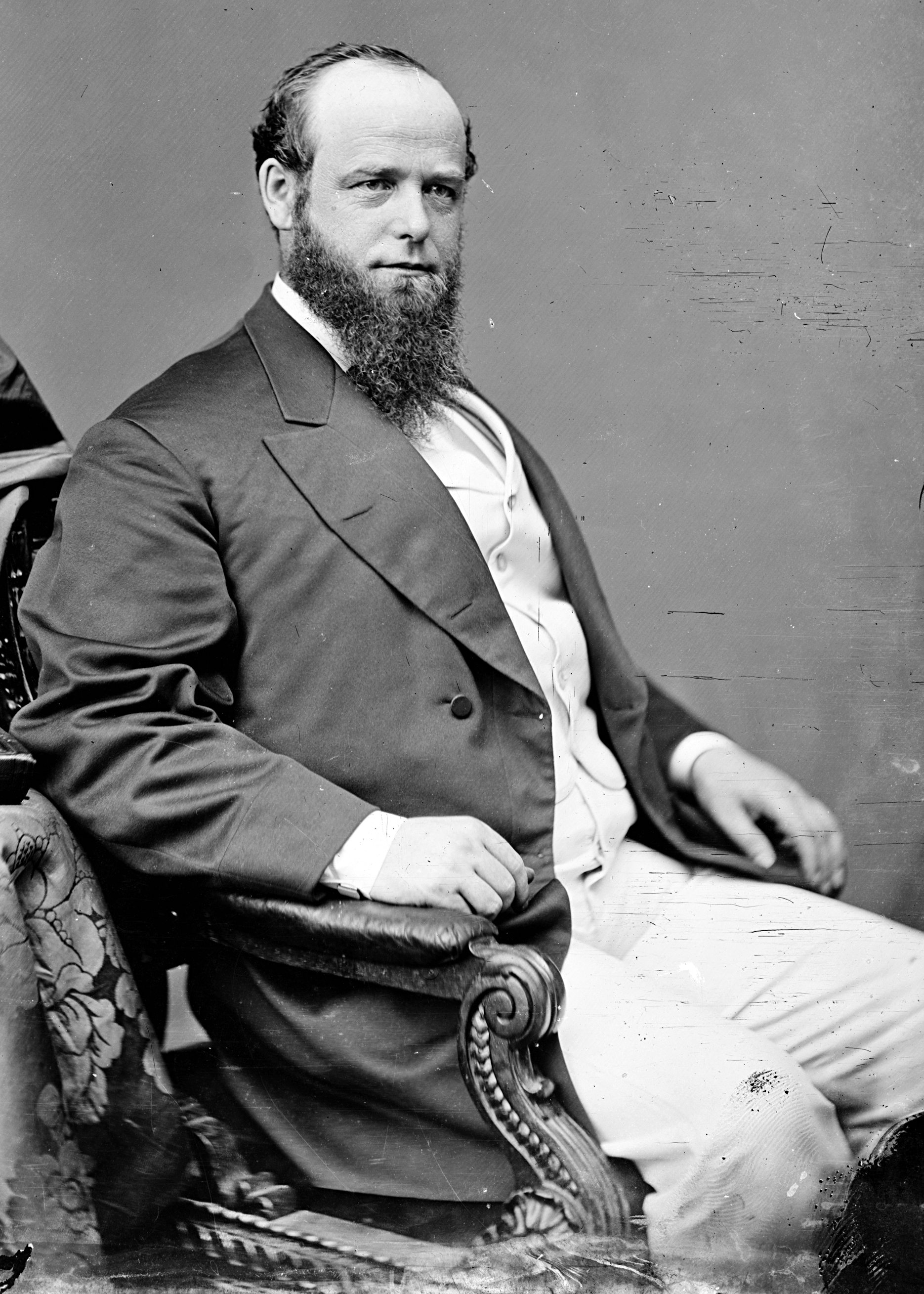
Porter Sheldon

Porter Sheldon (* 29. September 1831 in Victor, Ontario County, New York; † 15. August 1908 in Jamestown, New York) war ein US-amerikanischer Politiker. Zwischen 1869 und 1871 vertrat er den Bundesstaat New York im US-Repräsentantenhaus.

## Werdegang
Porter Sheldon besuchte vorbereitende Schulen. Nach einem anschließenden Jurastudium und seiner 1854 erfolgten Zulassung als Rechtsanwalt begann er in Randolph in diesem Beruf zu arbeiten. Im Jahr 1857 zog er nach Rockford in Illinois, wo er ebenfalls als Jurist praktizierte. Politisch schloss er sich der Republikanischen Partei an. Im Jahr 1861 nahm er an einem Verfassungskonvent des Staates Illinois teil. 1865 kehrte er nach New York zurück, wo er sich in Jamestown niederließ und als Anwalt tätig wurde.
Bei den Kongresswahlen des Jahres 1868 wurde Sheldon im 31. Wahlbezirk von New York in das US-Repräsentantenhaus in Washington, D.C. gewählt, wo er am 4. März 1869 die Nachfolge von Henry Van Aernam antrat. Da er im Jahr 1870 von seiner Partei nicht mehr zur Wiederwahl nominiert wurde,  konnte er bis zum 3. März 1871 nur eine Legislaturperiode im Kongress absolvieren. Während dieser Zeit wurde der 15. Verfassungszusatz ratifiziert. Nach seiner Zeit im US-Repräsentantenhaus arbeitete Porter Sheldon wieder als Rechtsanwalt in Jamestown. Dort ist er am 15. August 1908 auch verstorben.